# Доброхотов Михайло Миколайович
Михайло Миколайович Доброхотов (28 листопада 1902, Арзамас — 30 березня 1978, Київ) — український радянський геолог з рудних родовищ. Доктор геолого-мінералогічних наук (1965). Першовідкривач Галещинського, Південно-Білозерського та Переверзевського залізорудного родовищ, обґрунтував гіпергенний генезис залізних руд Криворізького залізорудного басейну.
Учасник німецько-радянської війни, старший лейтенант військової служби. Керував батареєю звукової розвідки 3-ї ударної армії, нагороджений низкою бойових орденів та медалей.
Після завершення війни, понад 30 років — головний геолог і начальник тематичних партій Українського геологічного управління та його правонаступника, треста «Київгеологія» (1946—1977). Лауреат Ленінської премії (1959), Державної премії УРСР в галузі науки і техніки (1970).

## Життєпис
Народився 28 листопада 1902 року в місті Арзамас у родині телеграфіста.
У 1926 році закінчив Ленінградський гірничий інститут (1926). Відтоді ж — геолог Геологічного комітету. З 1931 року — старший геолог Південноуральського геологічного управління. З 1934 року — старший науковий співробітник Всесоюзного науково-дослідного геологічного інституту (ВНДГІ; всі установи в Ленінграді).
У 1941 році призваний до лав Червоної армії для участі в німецько-радянській війні. Керував батареєю звукової розвідки 3-ї ударної армії, нагороджений низкою бойових орденів та медалей, зокрема орденом Червоної Зірки. Демобілізований у 1944 році в званні старшого лейтенанта.
По завершенню військових дій повернувся до ВНДГІ. З 1946 року — в Україні, працював головним геологом і начальником тематичних партій Українського геологічного управління (УГУ). Після його реорганізації у 1957 році обійняв ті ж посади в тресті «Київгеологія», правонаступникові УГУ.
Паралельно з роботою в «Київгеології» два роки працював у Геологічному управлінні Центральних районів (1957—1959), близько п'яти років — в Інституті мінеральних ресурсів АН УРСР (1959—1965?) та Українському науково-дослідному геологорозвідувальному інституті. У 1965 році здобув науковий ступінь доктора геолого-мінералогічних наук, захистивши дисертацію на тему «Геология и железорудные месторождения Кременчугского района».
Жив у Києві, в будинку № 24 по вулиці Горького. Помер у 75-річному віці 30 березня 1978 року. Похований на Байковому кладовищі.

### Родина
- Дід — священник Федір Владимирський (1843—1932).
- Брат — науковець-металург, доктор технічних наук Микола Доброхотов (1889—1963).
- Сестра — лікарка-гінеколог, заслужений лікар РРФСР Олександра Доброхотова (1894—1962).
- Дядько — революціонер, державний діяч Михайло Владимирський (1874—1951)[2].

## Наукова діяльність
Дослідник залізорудних і олов'яних родовищ Далекого Сходу, Приамур'я, басейну річки Зея. З другої половини 1940-х років здійснював геологічне вивчення надр Кременчуцької магнітної аномалії, завдяки чому під керівництвом і за участі Михайла Доброхотова були відкриті, зокрема, Горішньо-Плавнівське, Біланівське та Галещинське родовища.
Працюючи в зоні Криворізького залізорудного басейну, відкрив Південно-Білозерське та Переверзевське залізорудні родовища. Обґрунтував гіпергенний генезис залізних руд регіону. Довів, що на території басейну присутні дві товщі амфіболітів, детально дослідив будову ядра Криворізького синклінорію. Склав декілька стратиграфічних схем докембрійської залізорудної провінції України. Наприкінці 1950-х років працював у зоні Курської магнітної аномалії.
Доробок Михайла Доброхотова був проаналізований професором Зінаїдою Крутиховською у 1971 році в книзі «Глубинное строение и прогнозная оценка Украинской железорудной провинции». Серед його учнів — доктори геолого-мінералогічних наук Олег Гінтов, Віктор Кравченко, Віктор Тетерюк тощо.

## Науковий доробок (частковий)
- Материалы по общей и прикладной геологии / Геологический комитет. — Ленинград: Геологический комитет, 1916—1930. Вып. 84: Алмазно-буровые работы в Киргизской степи и на Урале: с 4 таблицами / М. И. Ваганов, М. Н. Доброхотов, В. М. Кузьмин. — Ленинград: Геологический комитет, 1928. — [3], 36 с., IV вклад. л. ил., черт., диагр. : черт., карт.
- К изучению Зигазино-Комаровских и Инзерских железорудных месторождений Б. А.С. С.Р / М. Н. Доброхотов, О. П. Горяинова, Э. А. Фалькова, Л. И. Панкуль, Д. Н. Утехин ; [Предисл.: А. Тангатаров]. — Уфа: Башк. геол.-развед. трест, 1933 (тип. «Окт. натиск»). — Обл., 59 с., 1 вкл. л. карт.
- Мало-Хинганский железорудный район / М. Н. Доброхотов. — Ленинград ; Москва: Онти. Глав. ред. геол.-развед. и геодезич. лит-ры, 1936 (Л. : тип. им. Евг. Соколовой). — Обл., 44 с.
- Зигазино-Комаровский и Инзерский железорудные районы Башкирии — Уфа: Башгосиздат, 1940. — 372 с., 21 отд. сброшир. л. карт. и план. : ил., черт., карт., план.
- Доброхотов М. Н. Геология железисто-кремнистых формаций Кременчугского района / Геология железисто-кремнистых формаций Украины. К: Изд. АН УССР, 1959. С. 213—263.
- Геология и железорудные месторождения Кременчугского района: диссертация доктора геолого-минералогических наук : 04.00.00. — Москва : Недра, 1964. — 222 с. : ил.
- Геология и железорудные месторождения Кременчугского района / Глав. упр. геологии и охраны недр при Совете Министров УССР. Укр. науч.-исслед. геол.-развед. ин-т «УкрНИГРИ». — Москва: Недра, 1964. — 221 с., 1 л. карт. : ил., карт.
- Доброхотов М. Н., Куделя В. А. Геологическое строение ядра Криворожского синклинория // Геол. рудн. местор. — 1968. — № 5. — С. 15–27.
- Тектоническая карта Большого Кривого Рога / ред. М. Н. Доброхотов. — Москва: Всесоюз. аэрогеол. трест, 1971. — 1 л. : многокрас.
- Доброхотов М. Н. Стратиграфия докембрийских образований Украинского щита и его основные структурные этажи (ярусы) // Проблемы геологии докембрия. — Киев: Наукова думка, 1971. С. 14-32.
- Доброхотов М. Н. Объяснительная записка к геологической карте восточной части Украинского щита (территория Большого Кривого Рога) и зоны сочленения щита с Донбассом масштаба 1:200000. — Киев, 1973. — 154 с.

## Нагороди
- 1959 — Ленінська премія — «за участь у відкритті та розвідці багатих залізорудних родовищ»
- 1970 — Державна премія УРСР в галузі науки і техніки — «за відкриття і розвідку Південно-Білозірського та Переверзівського родовищ високоякісних багатих залізних руд у Запорізькій області (1956 — 1968 роки)»[2]
- орден Червоної Зірки
- медаль «За перемогу над Німеччиною у Великій Вітчизняній війні 1941—1945 рр.»